# Chloropsina rhombata
Chloropsina rhombata är en tvåvingeart som först beskrevs av Kanmiya 1978.  Chloropsina rhombata ingår i släktet Chloropsina och familjen fritflugor. Inga underarter finns listade i Catalogue of Life.